# Jamagumo (1937)
Jamagumo (japonsky 山雲) byl torpédoborec japonského císařského námořnictva třídy Asašio. Byl dokončen v lednu 1938 jako pátá z deseti jednotek třídy Asašio. Zúčastnil se druhé světové války v Tichomoří, během které se věnoval převážně eskortním a transportním povinnostem.
V prosinci 1941 podporoval japonskou invazi na Filipíny, ale 31. prosince najel na japonskou minu a opravy trvaly až do září 1942. Poté až do srpna 1943 doprovázel jiná plavidla převážně v domácích vodách. Od konce září do listopadu doprovázel konvoje mezi Šanghají, Trukem a Rabaulem, přičemž 19. listopadu potopil ponorku USS Sculpin. Od prosince 1943 se věnoval doprovodu těžkých jednotek loďstva a tankerů, ale také transportům posil na japonské základy obranného linie. Dne 1. ledna 1944 byl v Kaviengu lehce poškozen americkými letouny. V červnu 1944 během bitvy ve Filipínském moři doprovázel Džódžimovy letadlové lodě. Během operace Šó-iči-gó byl v noci na 25. října v bitvě v průlivu Surigao torpédován torpédoborcem USS McDermut a potopil se s téměř celou posádkou.

## Popis
Jamagumo byl objednán na základě „doplňovacího programu pomocných plavidel z roku 1934“. Jeho výzbroj tvořilo šest 127mm kanónů typu 3. roku ve třech dvouhlavňových věžích (jedné na přídi a dvou na zádi) a dva čtyřhlavňové 610mm torpédomety typu 92 modelu 2. Zásoba šestnácti torpéd typu 93 byla v pozdější fázi války redukována na osm kusů, aby se kompenzoval nárůst hmotnosti vlivem instalace dalších 25mm kanónů typu 96. Pravděpodobně během údržby v Jokosuce v březnu 1944 byla odstraněna zadní 127mm dělová věž číslo 2 a nahrazena dvěma tříhlavňovými 25mm komplety. Rovněž 25mm dvojčata na plošině vedle zadního komínu byla nahrazena za 25mm trojčata. Další dvou- nebo trojhlavňový komplet se nacházel na plošině před můstkem. Jako jeden ze čtyř torpédoborců třídy Asašio, které se dočkaly roku 1944 byl Jamagumo pravděpodobně vybaven jedním metrovým přehledovým radarem 13 Gó pro sledování vzdušných cílů na zadním stožáru a jedním centimetrovým přehledovým radarem 22 Gó pro sledování vzdušných i hladinových cílů na předním stožáru.

## Služba
19. listopadu 1943 potopil Jamagumo hlubinnými náložemi a dělostřelbou americkou ponorku USS Sculpin. Následně vylovil 41 trosečníků z potopené ponorky a dopravil je na Truk.
Své poslední hodiny strávil Jamagumo 25. srpna 1944 doprovodem Jižního svazu viceadmirála Nišimury do bitvy v průlivu Surigao. Během střetnutí byl Jamagumo torpédován americkým torpédoborcem USS McDermut. Po zásahu vybuchl a potopil se s celou posádkou na pozici 10°25′ s. š., 125°23′ v. d..
Dne 10. ledna 1945 byl Jamagumo vyškrtnut ze seznamu lodí japonského císařského námořnictva.